# Polycerella davenportii
Polycerella davenportii är en snäckart. Polycerella davenportii ingår i släktet Polycerella och familjen Polyceridae. Inga underarter finns listade i Catalogue of Life.